# Honig Breet
Honig Breet is een voormalig familiebedrijf in het Noord-Hollandse dorp Zaandijk, dat zich bezighield met de papierfabricage. Daartoe had het een aantal papiermolens in bedrijf.

## Het bedrijf
Een van de eerste papierfabrikeurs was Cornelis Jacobsz. Honig (1683-1755). Samen met zijn broer Jan Jacobsz. Honig (1688-1757) produceerden zij papier uit lompen onder de merknaam: C. & J. Honig.  In 1709 werd molen De Veenboer gekocht. In 1738 splitsten de broers het bedrijf. Cornelis ging verder met De Veenboer en doordat zijn zoon Jacob Cornelisz. Honig in het bedrijf kwam kon onder dezelfde merknaam verder worden geproduceerd. In 1755 nam Jacob het bedrijf over. Hij bleef echter ongehuwd en toen hij in 1770 stierf, werd het bedrijf overgenomen door zijn neven Arent Breet en Cornelis Breet. Dezen kochten ook de molens De Veenboer en Het Herderskind. De firma ging nu Honig Breet heten.
Arend en Cornelis Breet overleden in respectievelijk 1802 en 1805. De zonen van Cornelis waren Claas en Jacob Cornelisz. Breet (opnieuw C. & J.) en deze namen de molens over.
In 1847 werden de zaken voortgezet door zoon Cornelis Claasz. Breet en de neven Cornelis Jacobsz. Breet en Jan Jacobsz. Breet. De papierfabricage met papiermolens liep echter op haar einde. Cornelis Jacobsz. Breet overleed in 1852; Cornelis Jacobsz. Breet overleed in 1869 en Jan Jacobsz. Breet ging nu alleen verder doch besloot in 1879 om ermee te stoppen. Dit leidde ertoe dat de vaste timmerman van de firma zich verhing in de molen, omdat hij de werkloosheid vreesde. Deze vrees was echter ongegrond want De Veenboer werd verbouwd tot pelmolen.

## De Veenboer
De papiermolen De Veenboer werd gebouwd in 1665 te Zaandijk. In 1709 werd hij gekocht door de firma Honig Breet. Nadat deze firma in 1879 werd opgeheven heeft de molen nog een tijd als pelmolen dienstgedaan. Later werd hij verplaatst naar Gemert, waar hij als korenmolen De Bijenkorf nog steeds fungeert. Op de baard staan twee bijenkorven afgebeeld die herinneren aan de familie Honig.

## Honig Breethuis
Het Honig Breethuis, een woonhuis van de families Honig en Breet, heeft vanaf 1940 dienst gedaan als streekmuseum en is vanaf 1999 in gebruik als stijlkamer.